# 簡美妍
簡美妍（1982年2月2日—），韓國女歌手，是曾經風靡亞洲的女子組合Baby V.O.X的主唱。組合解散後，她以獨唱歌手身份在韓國和中國活動。
簡美妍出生於韓國首爾，有1個哥哥。其曾獲得京畿大學多媒體影像專業學士學位。
簡美妍於2019年11月9日在首爾某教會舉行婚禮，新郎是小三歲的男星黃保羅。

## Baby V.O.X
簡美妍在Baby V.O.X第一張專輯末期第一次亮相，並於1998年正式加入組合，擔任主唱。她外形可愛亮麗，聲音甜美，又被公認為組合中歌唱實力最好的成員，因此受到很多歌迷的喜愛。

## SOLO歌手
組合解散後，2006年9月簡美妍在韓國推出了首張個人專輯《Refreshing》，以優美的抒情歌曲做主打，以區別組合時期的舞曲風格，但同時保留了部分舞曲，延續組合時期的魅力。2007年她將事業重心轉向中國，並於年底參加了湖南衛視舉辦的第二季《名聲大震》，和中國歌手胡彥斌合作獲得了冠軍。2008年1月她在中國推出了《Refreshing》的中文版。她的第二張專輯將錄製韓語和漢語兩個版本，預計在2009年7月於韓國和中國同時發行。

## 唱片

### 專輯
- 2006 Refreshing（韓國版）
  1. 어쩌라고
  2. 옛날여자
  3. 그 앤 너에게 반하지 않았어
  4. 눈물이 널 그려
  5. 하얀 눈이 내리면
  6. Go
  7. kiss
  8. Don't touch
  9. 그 사람을 찾아주세요
  10. 그게 다야?
  11. 이별의 춤
  12. 옛날 여자 remix（가재발 Remix）

- 2008 Refreshing（中國版）
  1. 女人心（昔日女子中文版）
  2. KISS（中文版）
  3. 何日君再來（如何是好ballad版）
  4. 昔日女子
  5. 如何是好
  6. 他沒有看上你
  7. 眼淚刻畫得你
  8. 下雪
  9. GO
  10. KISS KISS
  11. Don't touch
  12. 幫我找到那個人
  13. 僅此而已
  14. 離別的舞
  15. 昔日女子
  16. 何日君再來（如何是好remix版）
  17. 如何是好

### 迷你專輯
- 1st Mini Album - Watch（發行日期：2011.02.18）
  1. Sunshine [Duet. Jun.K of 2PM]
  2. 파파라치 [Feat. 에릭] （Paparazzi）
  3. 바보같은 여자라 [Feat. 방탄소년단]
  4. 미쳐가 [Feat. 미르 of MBLAQ]
  5. Sunshine (Inst.)
  6. 파파라치 (Inst.)
  7. 미쳐가 (Inst.)

- 2nd Mini Album - Obsession（發行日期：2011.09.29）
  1. 안만나 （Don't Wanna See You＝不想見到你）
  2. 제발
  3. 눈이 내리네 feat.서준
  4. 안만나 MR

### 單曲
- 2007 Winter (Korean)
  1. 하얀 겨울
  2. 혼자만의 겨울

- 2008 Growing of my heart (Korean)
- 2008 陷入愛裏面 (Chinese, Feat. 俞灝明)
- 2008 希望 (Chinese, Feat. 魏晨、李承鉉、Take)
- 2010 Going Crazy (Feat. Mir of MBLAQ)
- 2011 Feeling Project
  1. Good Love (Feat. 許諾)
  2. The Day The Light Disappeared

## 演出作品

### 電視劇
- 2015年：MBC《Kill Me Heal Me》飾演 神祕美女
- 2016年：KBS《武林學校》飾演 柳迪
- 2017年：MBC《Missing9》

### 綜藝節目
- 2015年：MBC《無限挑戰》

2015無限挑戰特別企劃戰－傻瓜戰爭—單純的時代(E449_20151010、E450_20151017、E451_20151024)

## 獎項
- 2007 中國大學生音樂節頒獎典禮：年度最受大學生喜愛海外歌手
- 2007 湖南衛視《名聲大震》第二季冠軍
- 2007 國際娛樂線上：最有潛力韓國女明星
- 2006 中國國際音像博覽會特別貢獻獎
- 2004 第15屆首爾音樂獎：韓流獎
- 2003 韓國音樂頒獎禮：年度歌手獎
- 2002 SBS歌謠大賞：大獎
- 1999 第10屆10屆首爾音樂獎：最佳歌手獎
- 1998 SBS歌謠大賞：新人歌手獎

## 腳註
1. ↑  간미연, 주민등록증 공개 ‘방부제 미모에 깜짝’ （页面存档备份，存于）

## 外部連結
- 簡美妍的Facebook專頁
- 簡美妍的Instagram帳戶
- 簡美妍韓文BLOG[]
- 簡美妍中文BLOG （页面存档备份，存于）